# Saint-Cyr-l'École
Saint-Cyr-l'École és un municipi francès, situat al departament de les Yvelines i a la regió de l'Illa de França. L'any 1999 tenia 14.566 habitants.
Forma part del cantó de Saint-Cyr-l'École, del districte de Versalles i de la Comunitat d'aglomeració Versailles Grand Parc.
De 1806 a 1945 acollí les dependències de l'École Spéciale Militaire de Saint-Cyr.